# Georgisch-Südossetischer Konflikt (1918–1920)
Der Georgisch-Südossetische Konflikt von 1918 bis 1920 war eine Serie von erfolglosen Aufständen in Südossetien, die sich gegen die Zugehörigkeit zur Demokratischen Republik Georgien richteten. Die Aufstände der in der Region lebenden Südosseten gegen den georgischen Staat wurden von Sowjetrussland unterstützt und destabilisierten Georgien. Im Jahr nach der Niederschlagung der letzten Aufstände und der Eingliederung Südossetiens in die Republik Georgien wurde diese von Sowjetrussland annektiert und im Zuge der Schaffung der Sowjetunion die Südossetische Autonome Oblast errichtet. Der Konflikt wird besonders in den letzten Jahren von russischen und ossetischen Historikern als von Georgiern verübter Völkermord an den Osseten betrachtet.

## Vorgeschichte
Die Region Südossetien war vor der Annexion Georgiens durch Russland ein Teil Kartliens und jahrhundertelang von georgischen Fürsten regiert. Im 18. Jahrhundert wurden viele Osseten durch die Kabardiner aus dem Nordkaukasus vertrieben und ließen sich in Georgien nieder. Unter russischer Herrschaft nahm die Migration zu und die Region wurde schließlich mehrheitlich von Osseten bewohnt.
Nach der Februarrevolution 1917 errichtete die südossetische Bevölkerung in Dsau einen Nationalrat, der schließlich beschloss, eine Selbstverwaltung ossetisch bewohnter Gebiete zu errichten. Viele forderten auch die Vereinigung mit Nordossetien, das zu Sowjetrussland gehörte. Ein Anschluss an Sowjetrussland wurde daher von vielen Osseten befürwortet. Die Bolschewiken entwickelten sich seit März 1918 zu einer wichtigen politischen Kraft in der Region. Anfang 1918 wurde jedoch die Transkaukasische Demokratisch-Föderative Republik mit der Hauptstadt Tiflis gegründet, welche Südossetien beanspruchte.

## Verlauf des Konflikts
Im Frühjahr 1918 kam es zu ersten Aufständen in Südossetien, da sich viele Bauern weigerten, Steuern an Tiflis zu zahlen. Die Lage spitzte sich immer weiter zu, auch wegen einer noch immer mangelhaft umgesetzten Agrarreform. Für einige Tage besetzten ossetische Rebellen auch die spätere Hauptstadt der Region, Zchinwali, wodurch tausende Georgier vertrieben wurden, bevor georgische Truppen am 22. März 1918 die Rebellion niederschlugen. Es kam angeblich zu harten Bestrafungsmaßnahmen, die zur Radikalisierung der südossetischen Bevölkerung beitrugen. Im Mai 1918 brach die kurzlebige Transkaukasische Föderation zusammen, die Demokratische Republik Georgien, in der die Menschewiken die Regierung stellten, wurde daraufhin gegründet. Diese beanspruchte ebenfalls auch Südossetien, wohingegen die Bolschewiken auf immer größere öffentliche Zustimmung stießen. In der georgischen Politik stießen diese Sympathien auf Befremdung, einige georgische Politiker sprachen offen von den Osseten als „Verräter“, die „hart bestraft werden müssen“. In Südossetien forderte man zudem Autonomierechte, die jedoch nicht gewährt wurden.
Im Oktober 1919 kam es daher erneut zu Rebellionen der Osseten gegen die georgische Verwaltung. Südossetische Politiker in der Nähe von Roki riefen eine sowjetische Regierung aus, Rebellen marschierten in Richtung Zchinwali. Erneut konnte der Aufstand aber geschlagen werden.
1920 kam es zur bis dahin größten Rebellion in Südossetien. Am 8. Mai 1920 wurde erneut eine sowjetische Regierung ausgerufen, große Rebellenarmeen formierten sich, die durch Freiwillige aus dem zu Sowjetrussland gehörenden Nordossetien verstärkt wurden. Es kam zu schweren Kämpfen zwischen georgischen und ossetischen Truppen. Die sowjetische Regierung forderte Georgien auf, seine Truppen aus Südossetien zurückzuziehen. Nach anfänglichen Siegen und der Besetzung Zchinwalis wurden die ossetischen Rebellen jedoch erneut geschlagen. Der georgischen Armee gelang es unter Waliko Dschugeli noch im Juni 1920 endgültig, den Widerstand zu brechen.
Das Parlament von Südossetien gab am 27. April 2007 eine politische Bewertung der Ereignisse von 1918 bis 1920; "Die Zahl der Toten Osseten im Jahr 1920 belief sich auf 6–8 % der Bevölkerung von Südossetien". 4812 bis 5279 Menschen kamen um, davon 4143 Flüchtlinge durch Hunger und Krankheiten. Etwa 20.000 Osseten wurden vertrieben und flohen überwiegend in das von Russland kontrollierte Nordossetien. Südossetien unterstand nun endgültig der Kontrolle Georgiens. Viele Georgier ließen sich anschließend in den von Osseten verlassenen Gebieten nieder.

## Nachwirkung
Weniger als ein Jahr später wurde ganz Georgien von der Sowjetunion annektiert, darunter auch das heutige Südossetien. Die Region Samatschablo wurde auf sowjetische Anordnung als Zeichen des Dankes für den Aufstand gegen die georgische Regierung und Unterstützung der Annexion Georgiens, zum Südossetischen Autonomen Oblast erklärt. Südossetien wurde 1922 Teil der Georgischen SSR innerhalb der Sowjetunion, erhielt jedoch zahlreiche Autonomierechte.
Als die Sowjetunion 1991 zerfiel, erklärten sowohl Georgien als auch Südossetien ihre Unabhängigkeit. Georgien beanspruchte jedoch Südossetien als Teil seines Staatsgebiets. Es kam zum Georgisch-Südossetischen Krieg, der durch russische Einmischung in der De-facto-Unabhängigkeit Südossetiens endete. In diesem spielten die Erinnerungen an die Ereignisse von 1918 bis 1920 eine maßgebliche Rolle.

## Bewertung
Einige ossetische und russische Autoren und Politiker sowie die Regierung des heute de facto unabhängigen Südossetiens betrachten die Ereignisse des Konflikts als Genozid an den Osseten, eine Sicht die auch von Russland und der Regierung unter Wladimir Putin geteilt wird. Im Jahr 2006 fasste auch die Regierung Abchasiens einen Beschluss, den Konflikt als solchen anzuerkennen. Georgische Politiker und Historiker weisen diese Angaben als übertrieben zurück und sehen den Konflikt als Versuch Sowjetrusslands, die damalige Demokratische Republik Georgien zu destabilisieren, die schließlich 1921 von der Sowjetunion annektiert wurde. Ossetische und russische Angaben und Darstellung der Konfliktes, insbesondere in Bezug auf angebliche Bestrafungsmaßnahmen, werden von georgischer Seite jedoch nicht anerkannt und als Verzerrung von Ereignissen verworfen, die ohnehin von Sowjetrussland angestiftet worden seien.